# 百器徒然袋
『百器徒然袋』（ひゃっきつれづれぶくろ）は、1784年（天明4年）に刊行された鳥山石燕の妖怪画集。上中下の3巻。『画図百器徒然袋』とも。

## 概要
『画図百鬼夜行』『今昔画図続百鬼』『今昔百鬼拾遺』と続いた石燕の妖怪画集の中でも最後に刊行されたもの。鳥山石燕の刊本作品としては最晩年（石燕の没年は1788年）の作のひとつである。
内容は室町時代から江戸時代にかけて御用絵師たちが多く画題として用いられてきた百鬼夜行絵巻に登場する妖怪を題材としたものが多く、同絵巻に器物を素材とした妖怪が多い点から本作にも道具の妖怪たちが数多く描かれている。石燕自身による本書の序文には、百鬼夜行絵巻を見たあとに夢のなかに出て来た妖怪たちを描いたと記しており、先行している3種の妖怪画集に較べると、妖怪そのものの題材として求める典拠にばらつきはなく、一貫した制作構成をとっている。巻頭と巻末には七福神と宝船が描かれているが、これは先行する『今昔百鬼拾遺』での「隠れ里」や『今昔画図続百鬼』での「日の出」と趣向を同じくするものである。
『百鬼夜行絵巻』を手本とした石燕の創作による妖怪が多数を占めており、その題材となった器物に関連する故事や歌を『徒然草』や謡曲などから引き、その連想を膨らませている。例えば塵塚怪王・文車妖妃は『百鬼夜行絵巻』に登場する妖怪を題材に描き、『徒然袋』にある「塵塚の塵、文車の文」という「数多くあっても見苦しくないもの」のたとえとして挙げられた二つの事物を妖怪の名前に用いたものである。松明丸や栄螺鬼に用いられている妖怪は東京国立博物館所蔵の『百鬼夜行絵巻』の系統にみられるもので、真珠庵本系統の『百鬼夜行絵巻』にはみられないものである点から、石燕が参照した絵巻は真珠庵本系統のもの以外の構成を含んだ複数の系統の図様が描かれたものであったとも考えられる。
それ以前の作品とは違い、各妖怪に対して「夢のうちにおもいぬ」という文などが示されるのも石燕自身による創作を明確に示している。

## 収録作品

### 巻之上

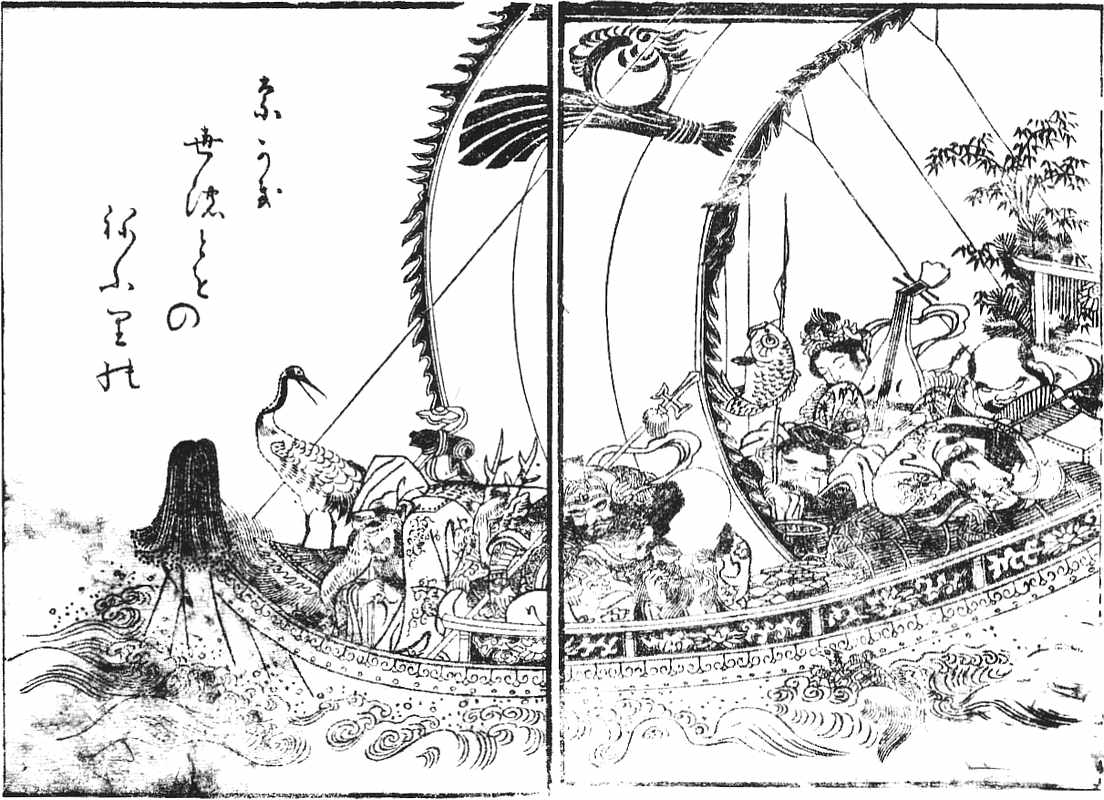
宝船（たからぶね）
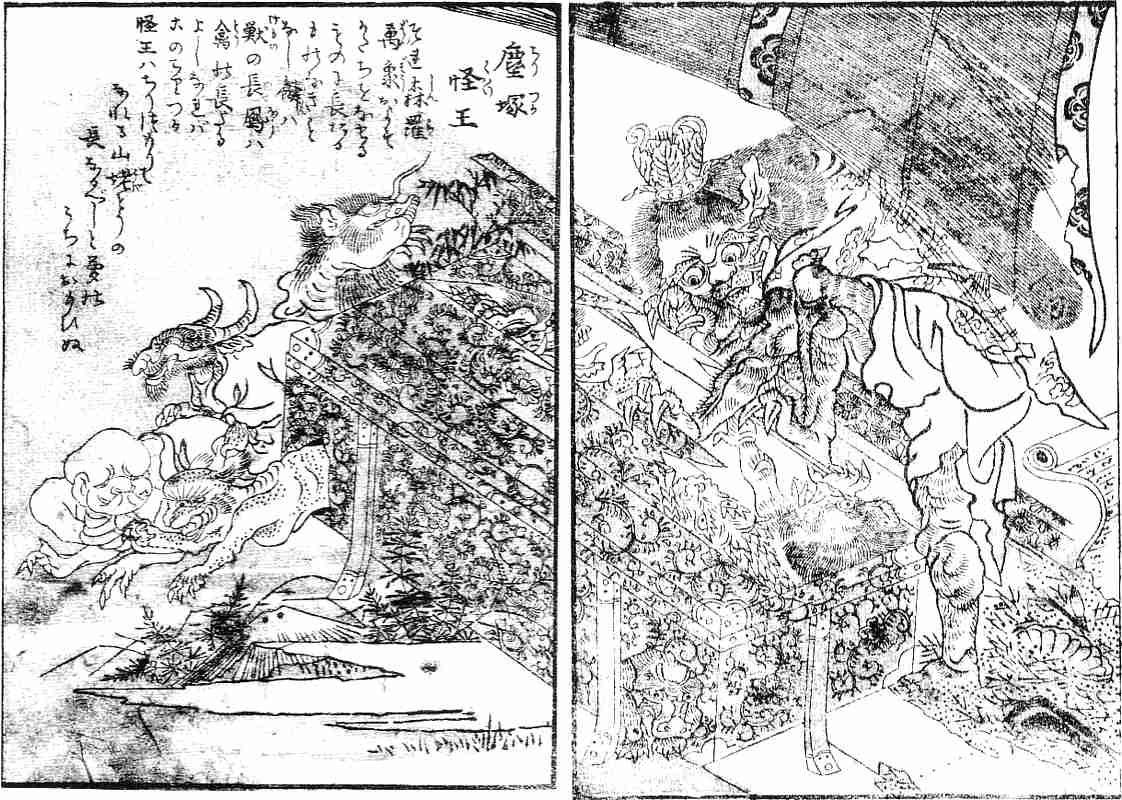
塵塚怪王（ちりづかかいおう）
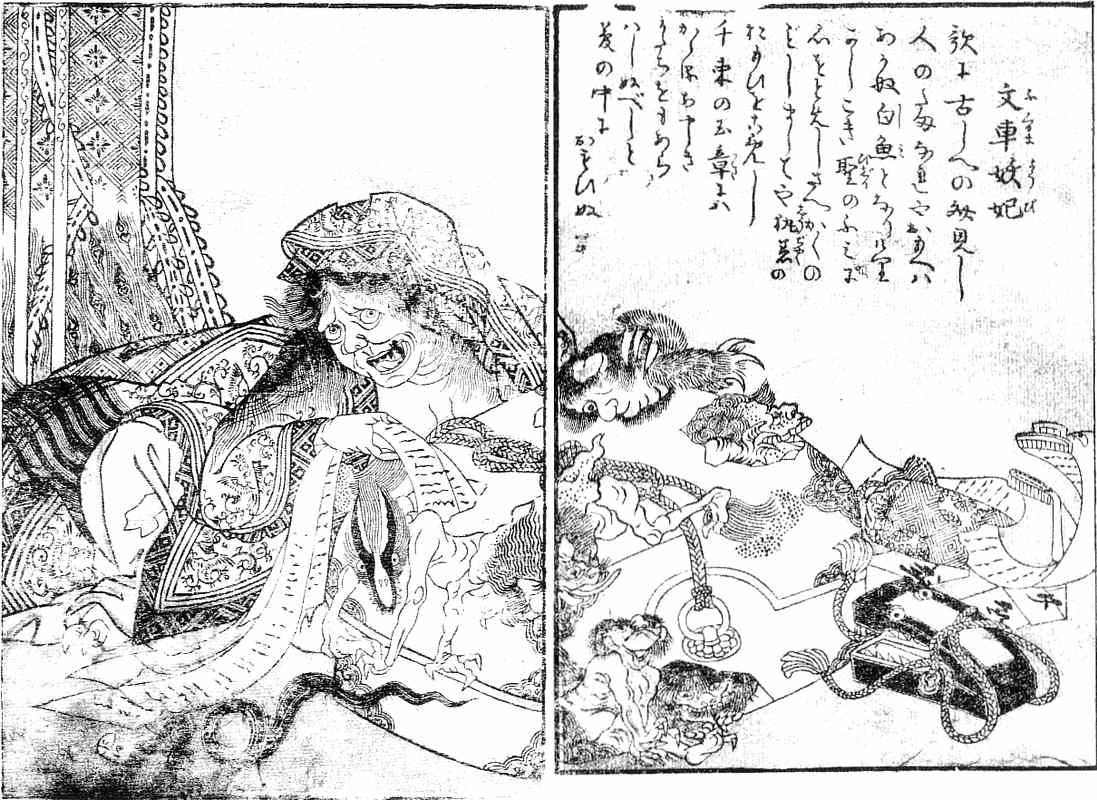
文車妖妃（ふぐるまようひ）
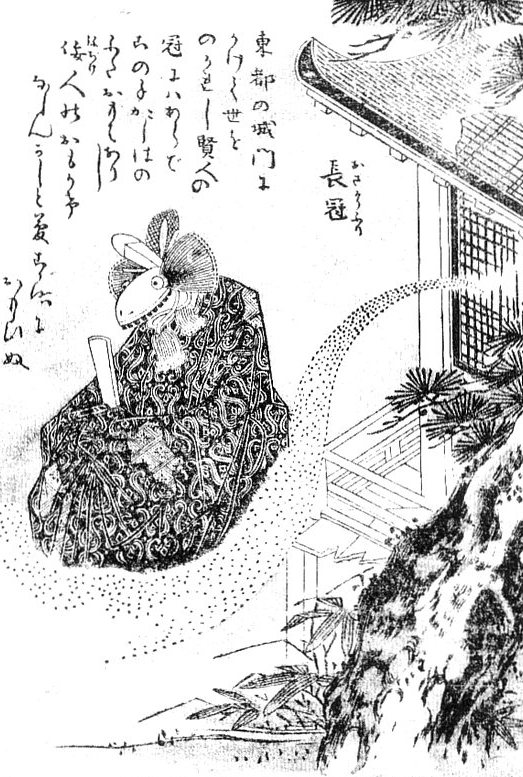
長冠（おさこうぶり）
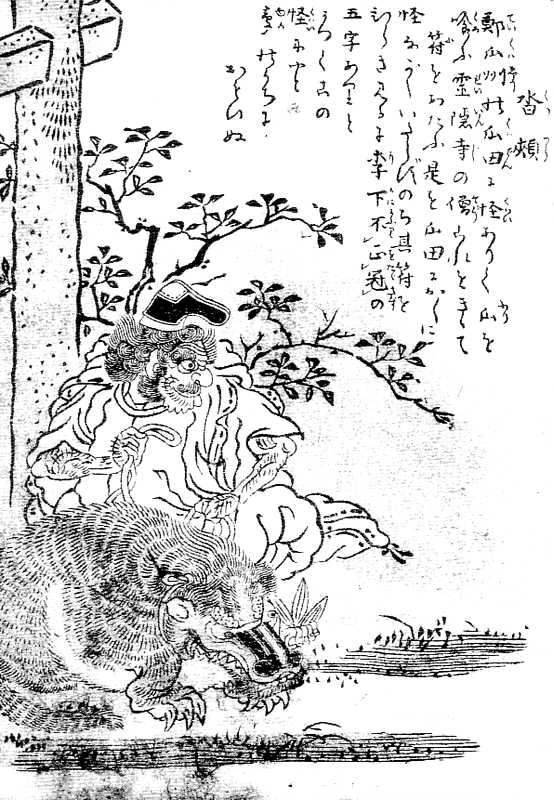
沓頬（くつつら）
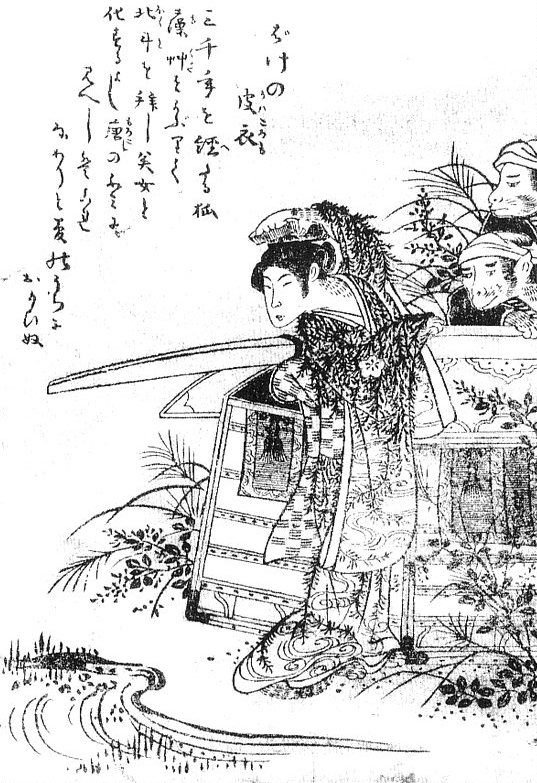
ばけの皮衣（ばけのかわごろも）
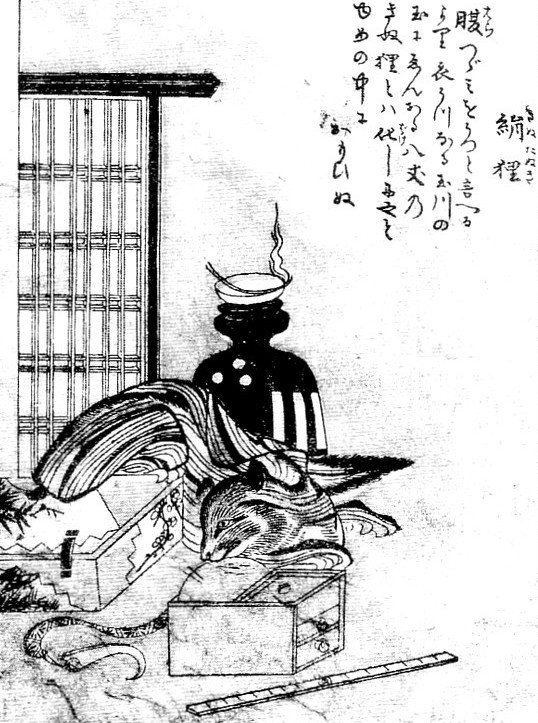
絹狸（きぬたぬき）
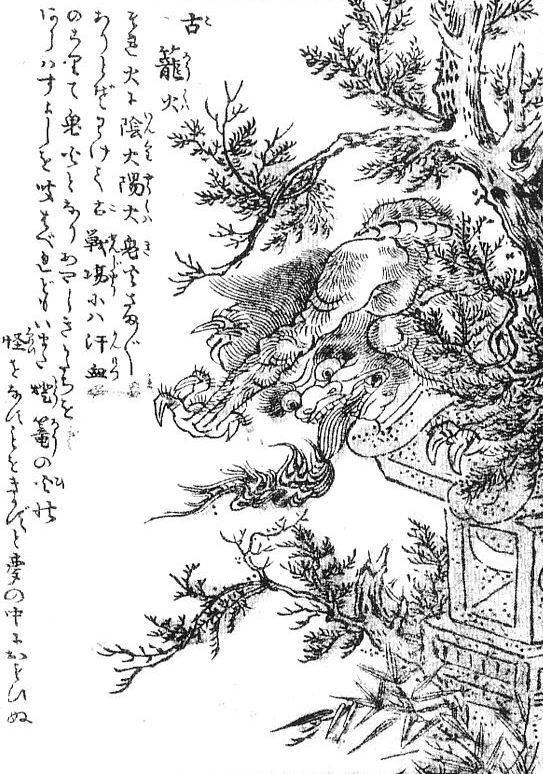
古籠火（ころうか）
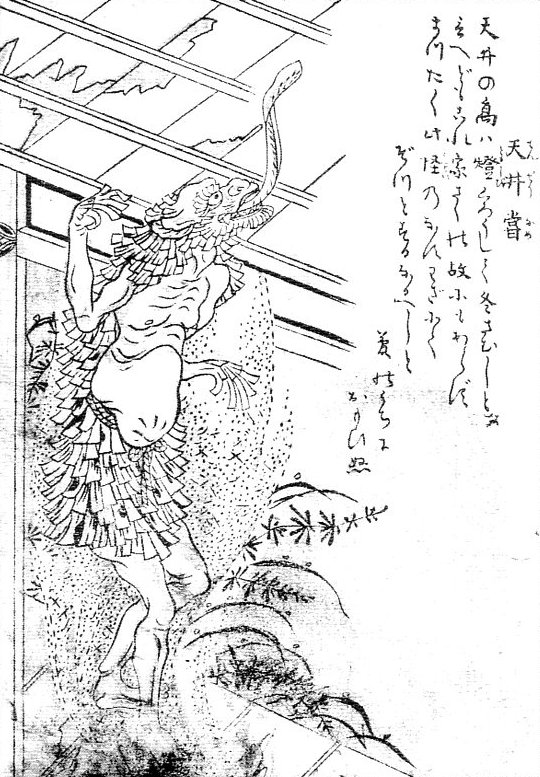
天井嘗（てんじょうなめ）
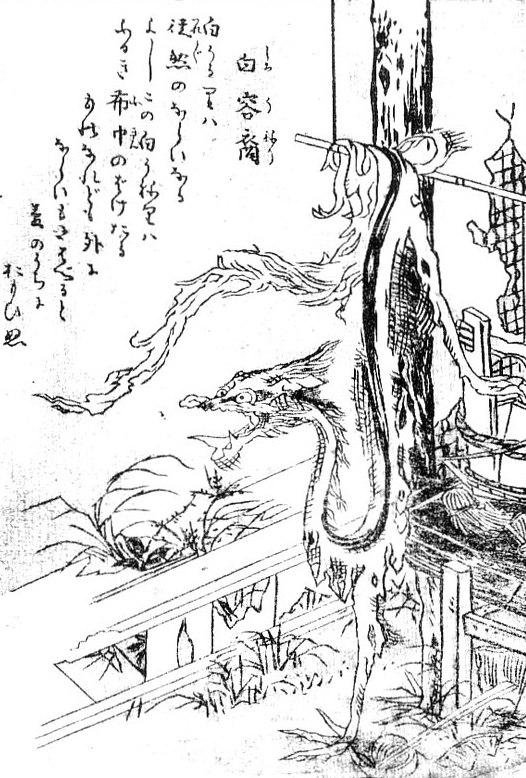
白容裔（しろうねり）
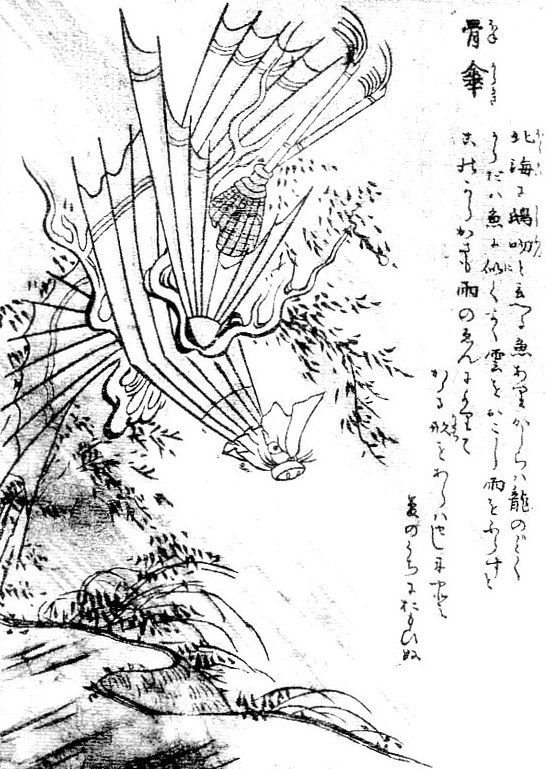
骨傘（ほねからかさ）
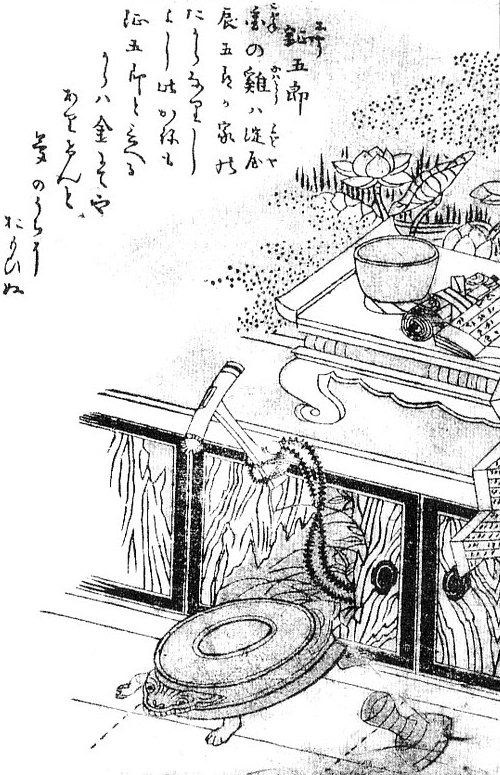
鉦五郎（しょうごろう）
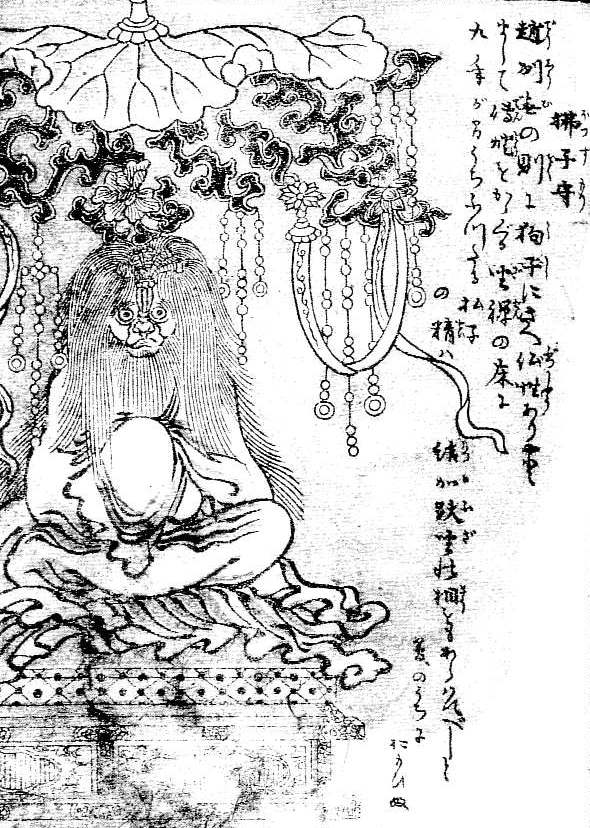
払子守（ほっすもり）
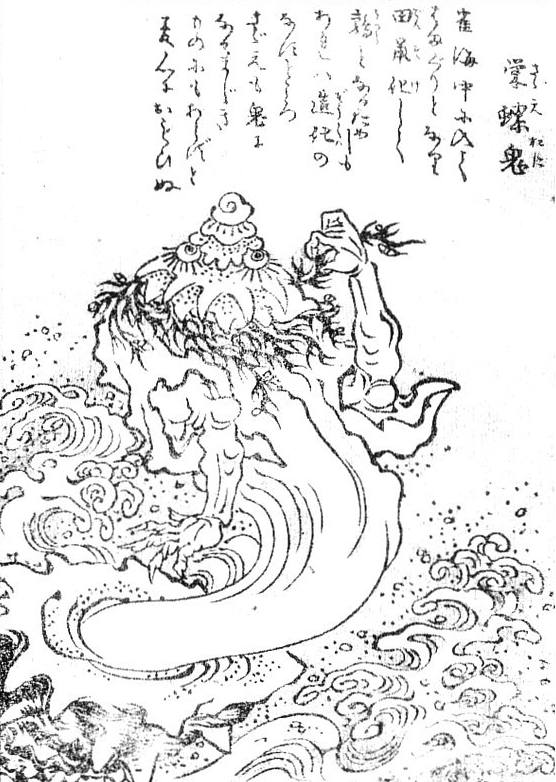
栄螺鬼（さざえおに）

### 巻之中

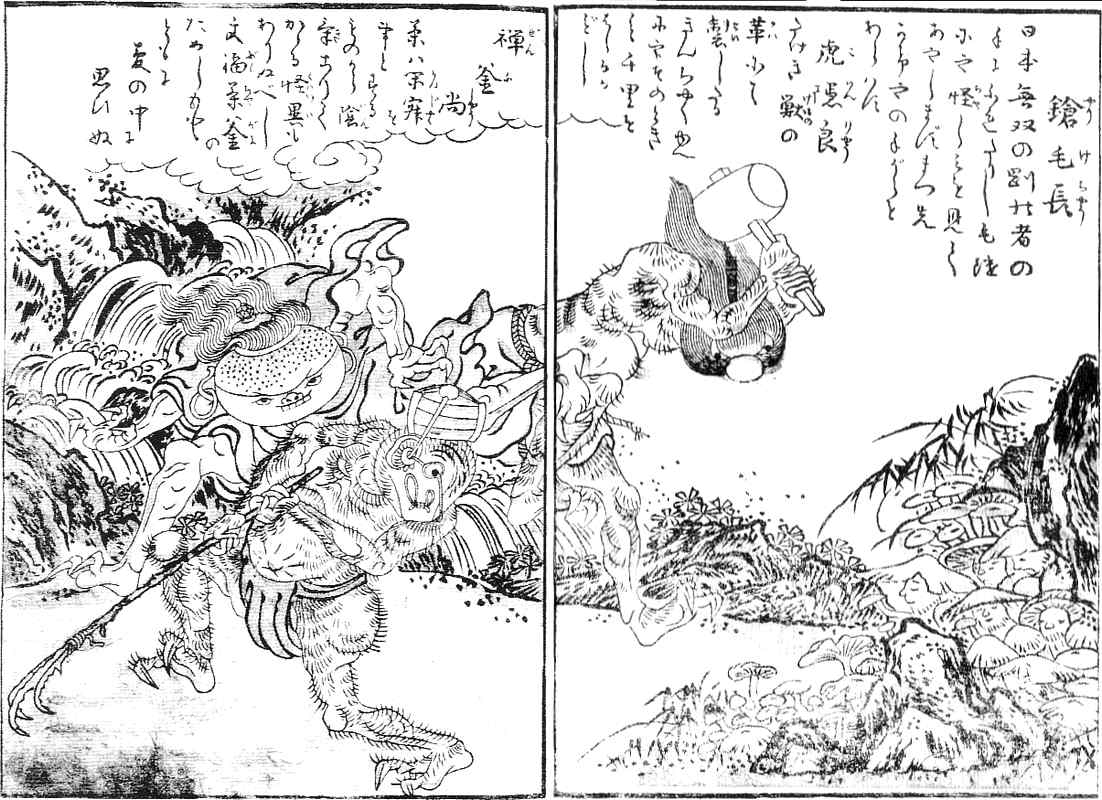
槍毛長（やりけちょう） 虎隠良（こいんりょう） 禅釜尚（ぜんふしょう）
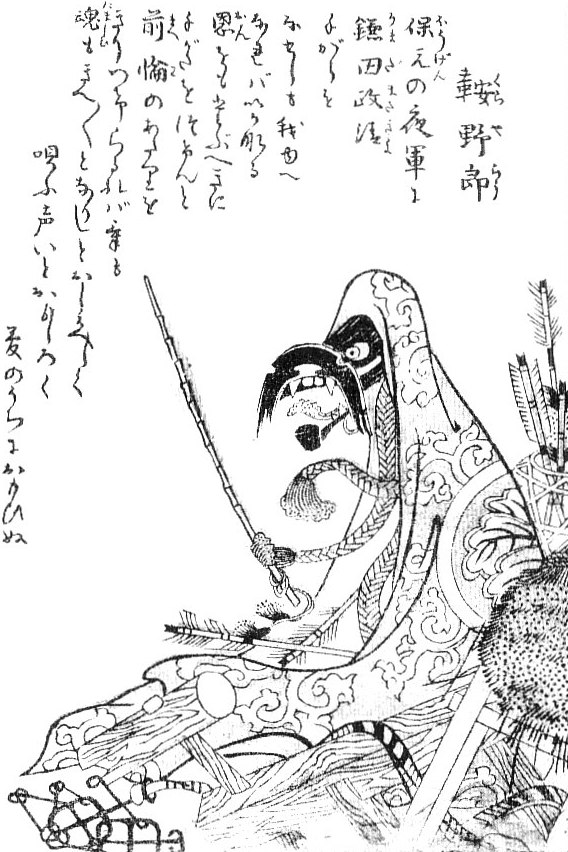
鞍野郎（くらやろう）
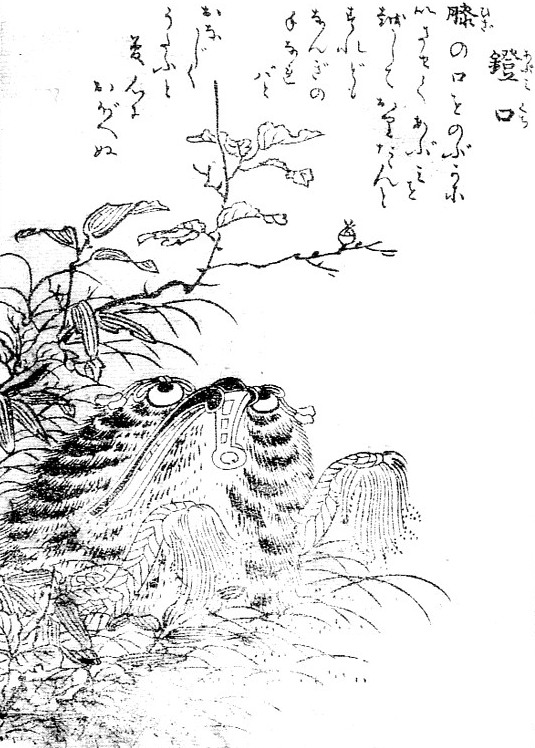
鐙口（あぶみくち）
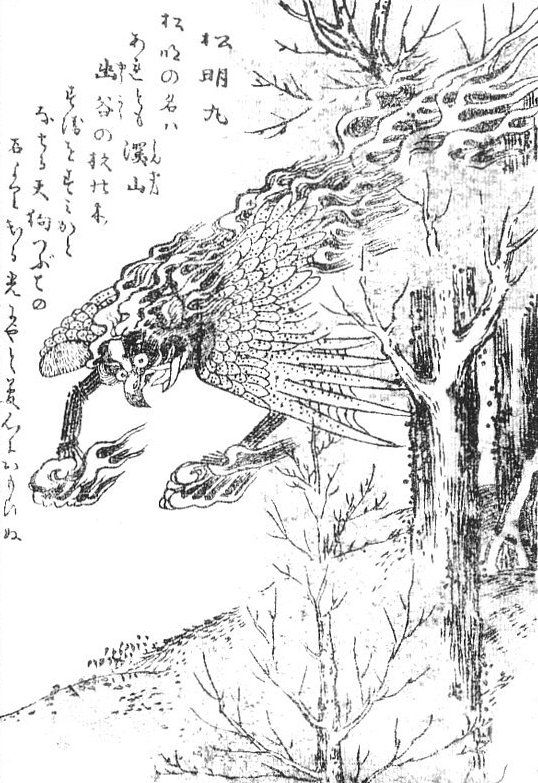
松明丸（たいまつまる）
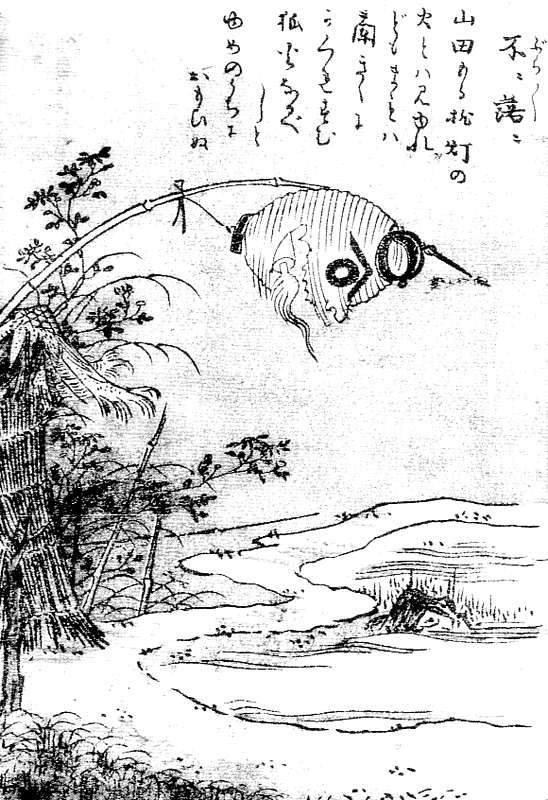
不々落々（ぶらぶら）
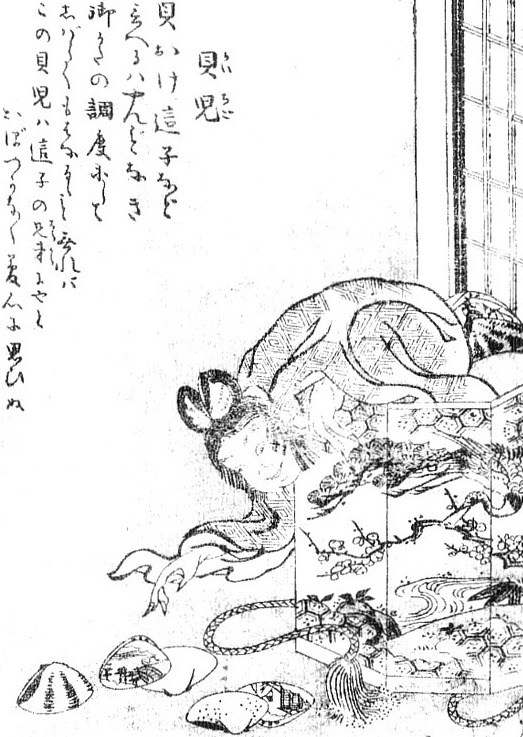
貝児（かいちご）
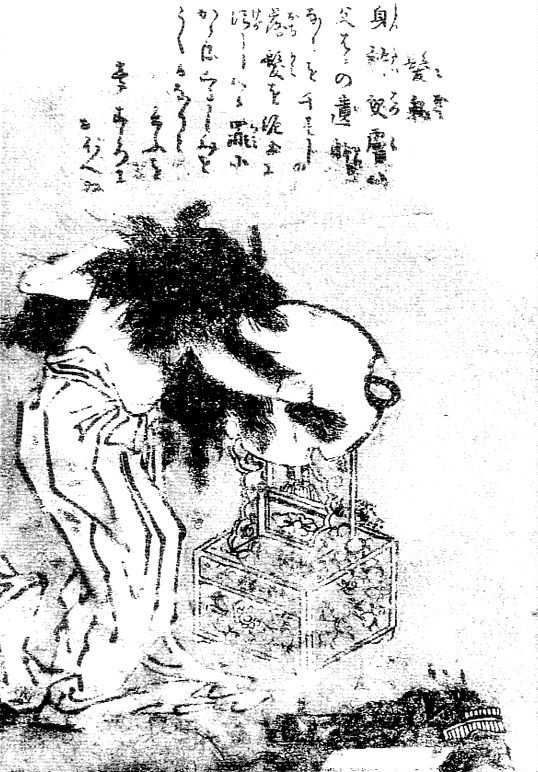
髪鬼（かみおに）
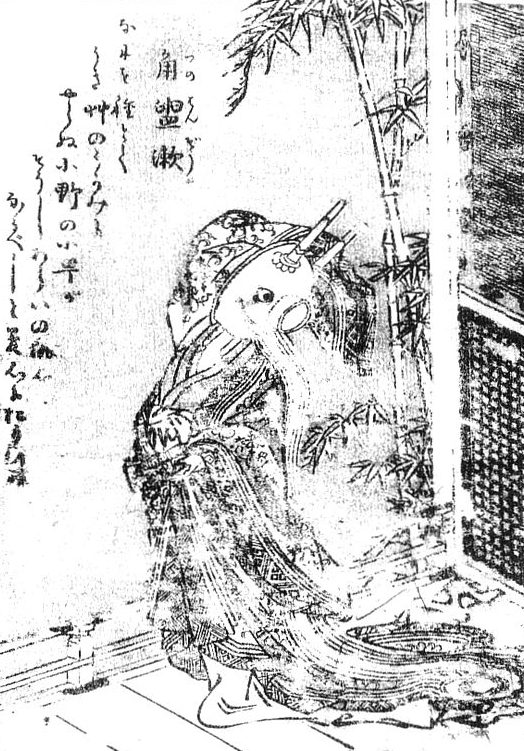
角盥漱（つのはんぞう）
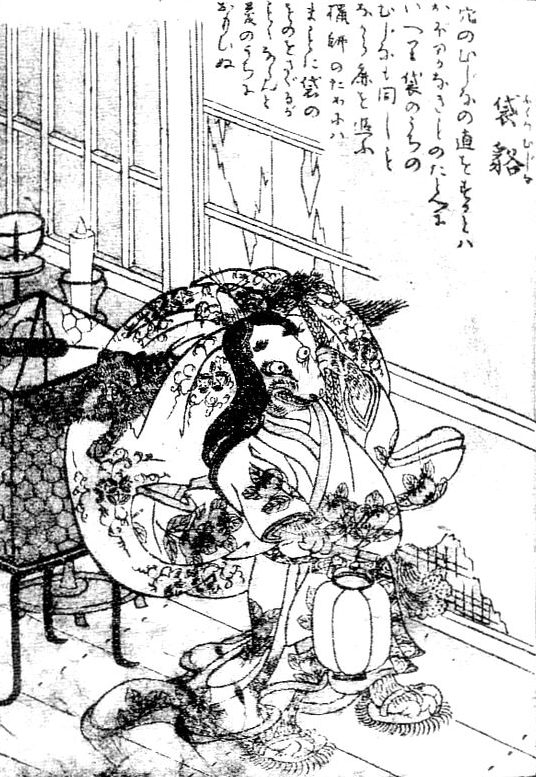
袋狢（ふくろむじな）
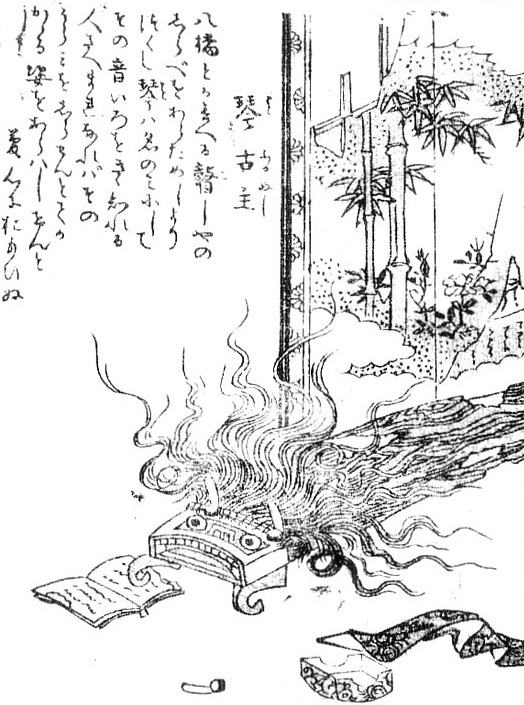
琴古主（ことふるぬし）
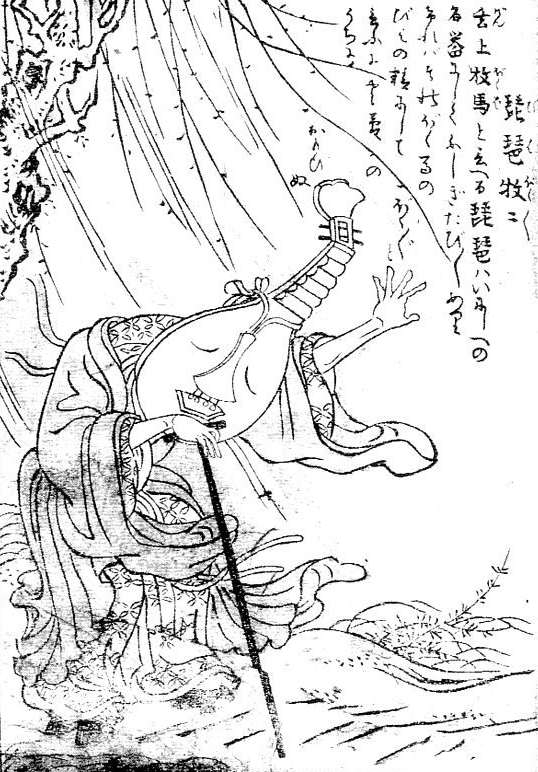
琵琶牧々（びわぼくぼく）
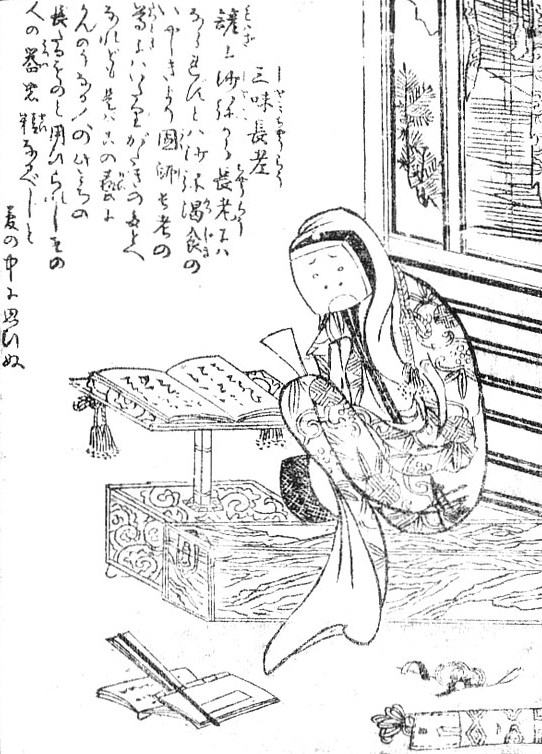
三味長老（しゃみちょうろう）
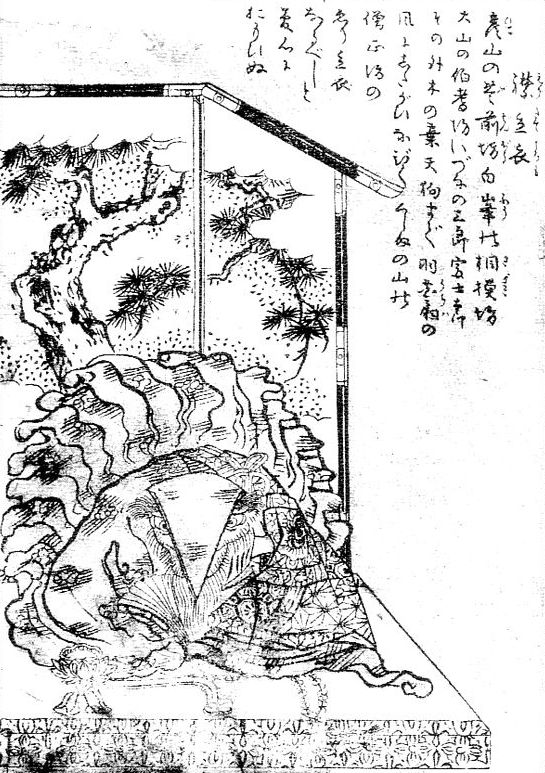
襟立衣（えりたてごろも）
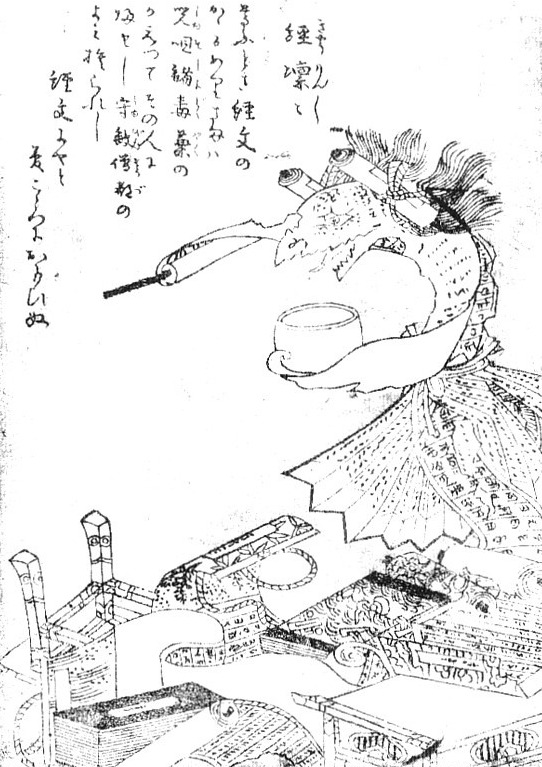
経凛々（きょうりんりん）
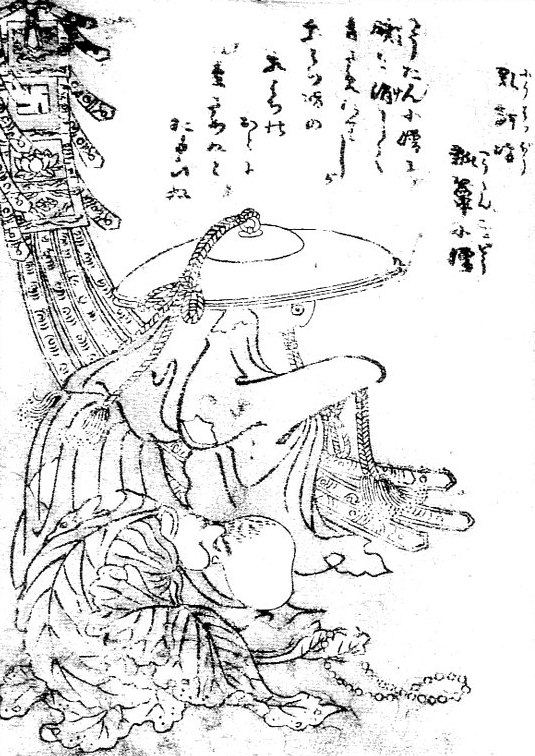
乳鉢坊（にゅうばちぼう） 瓢箪小僧（ひょうたんこぞう）
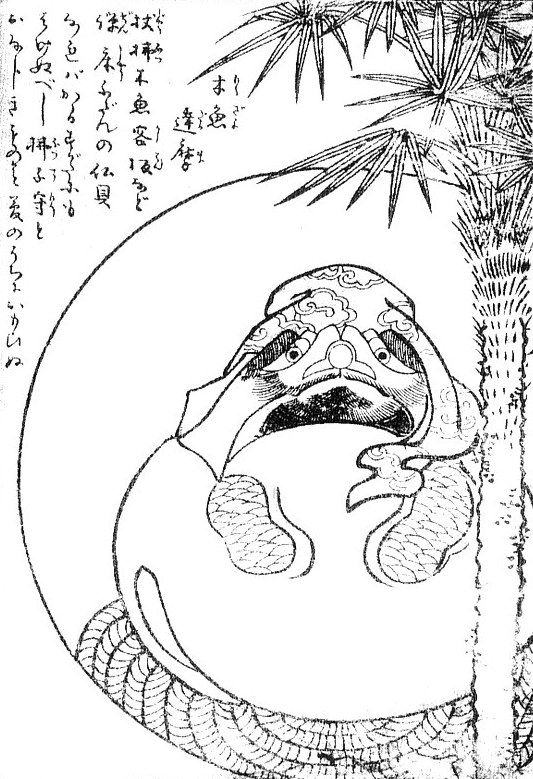
木魚達磨（もくぎょだるま）
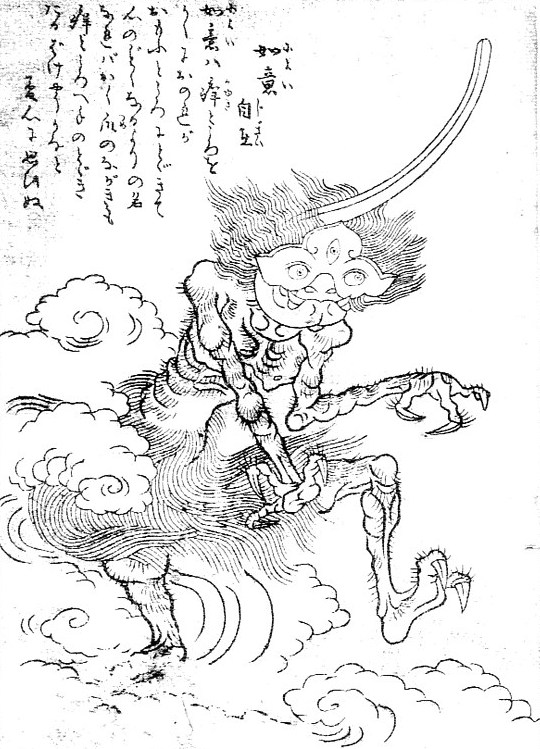
如意自在（にょいじざい）
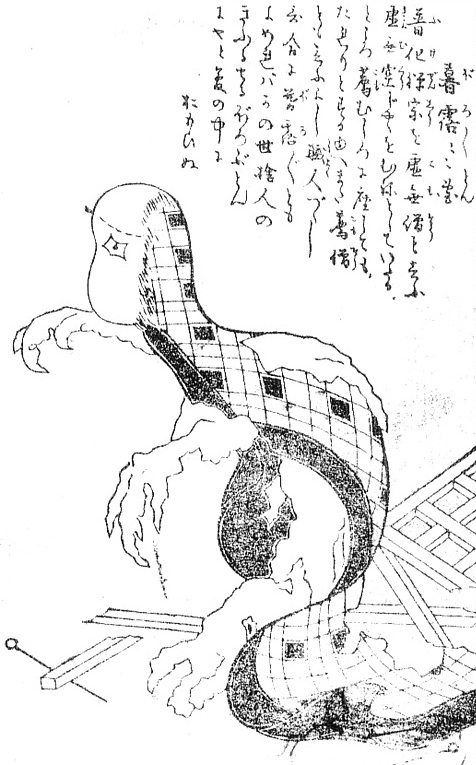
暮露々々団（ぼろぼろとん）
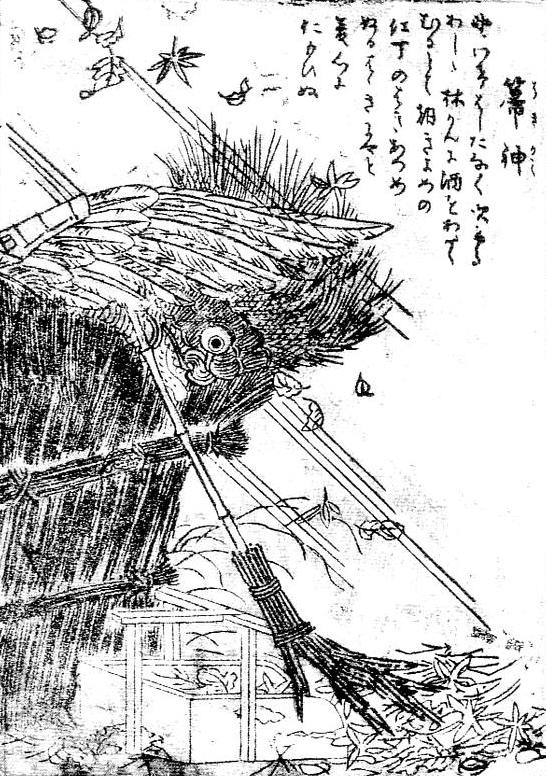
箒神（ほうきがみ）
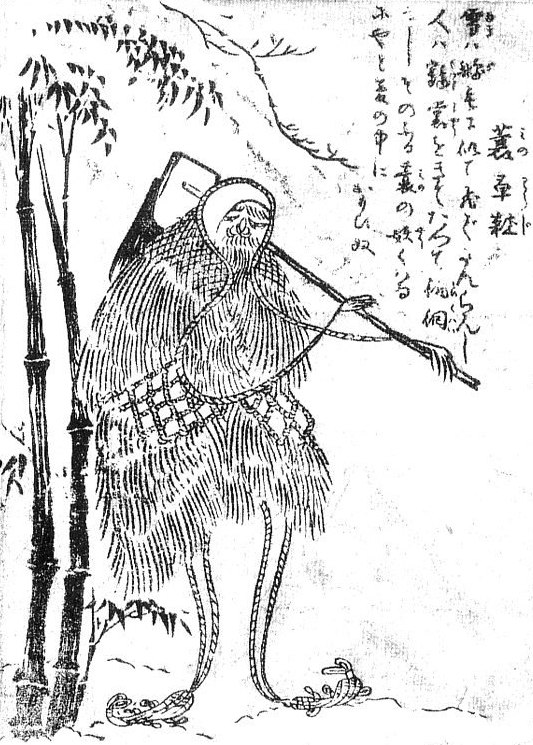
蓑草鞋（みのわらじ）

### 巻之下

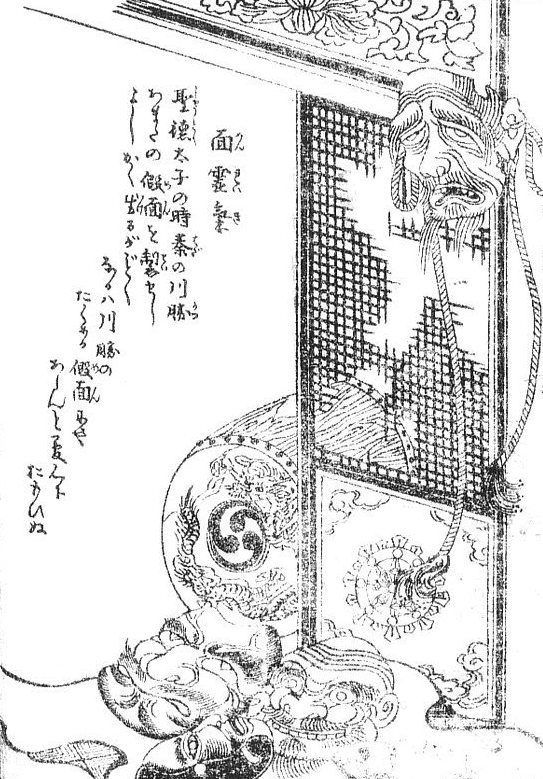
面霊気（めんれいき）
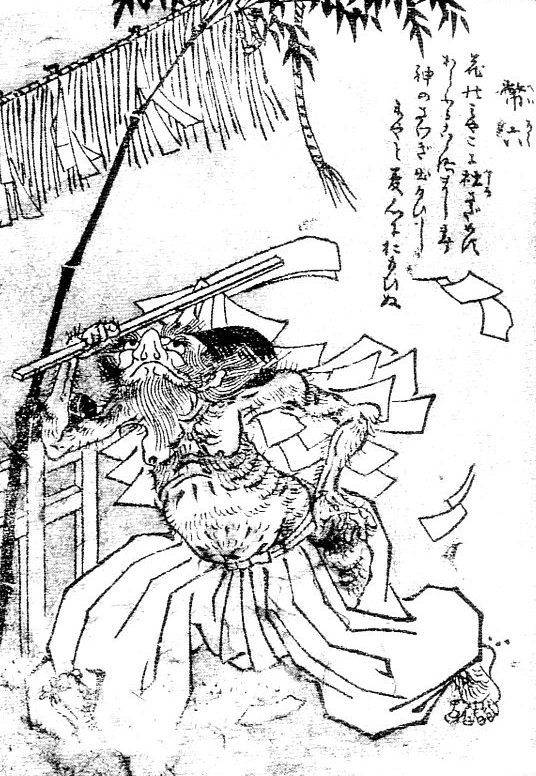
幣六（へいろく）
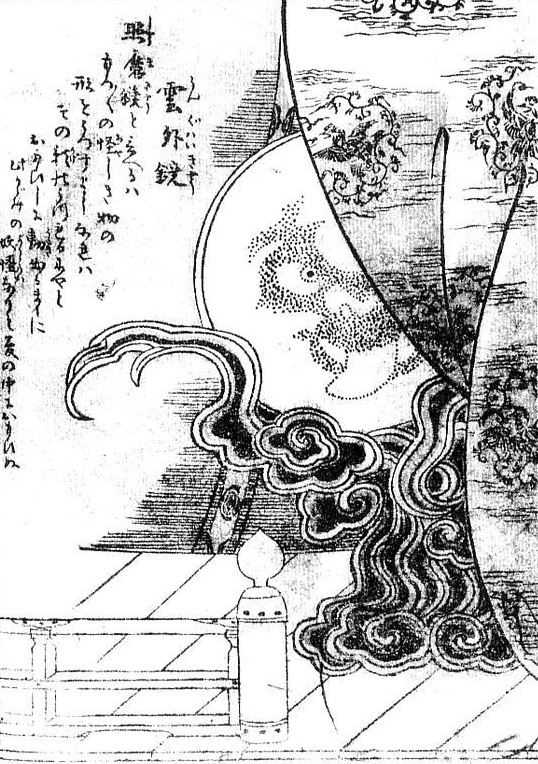
雲外鏡（うんがいきょう）
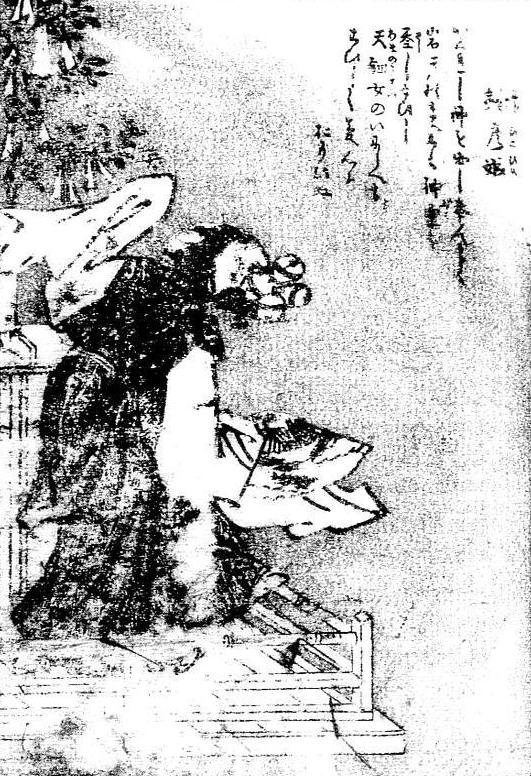
鈴彦姫（すずひこひめ）
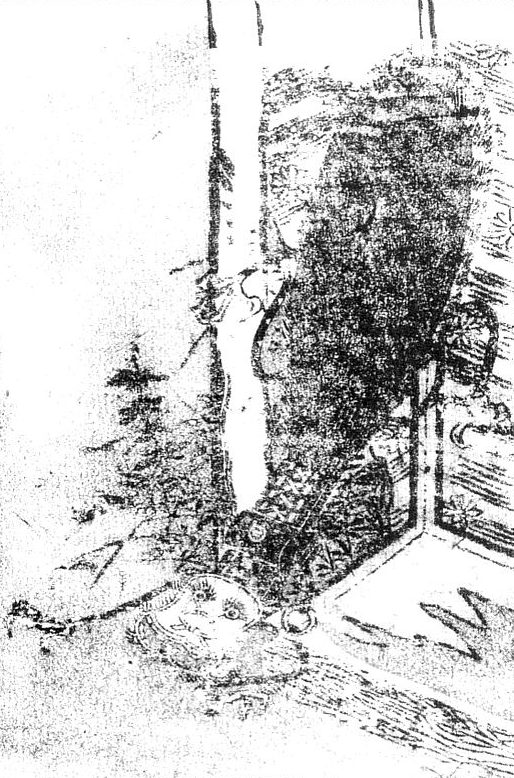
古空穂（ふるうつぼ）
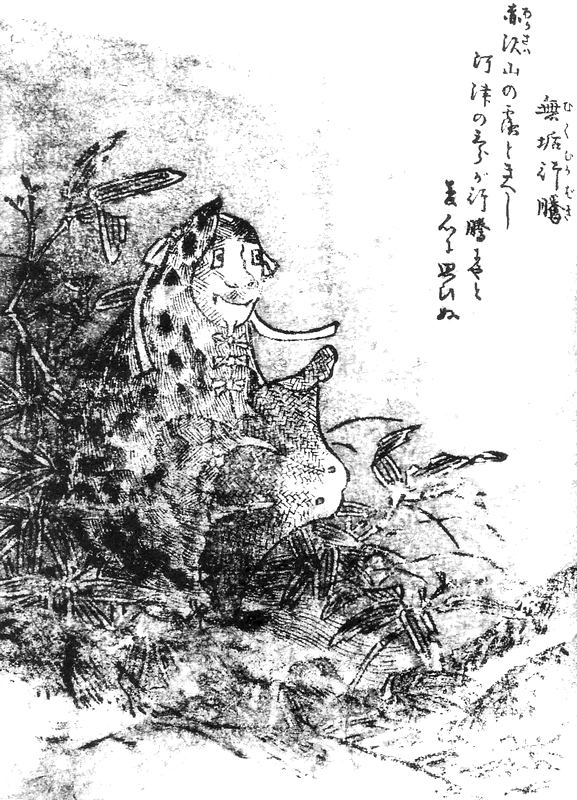
無垢行騰（むくむかばき）
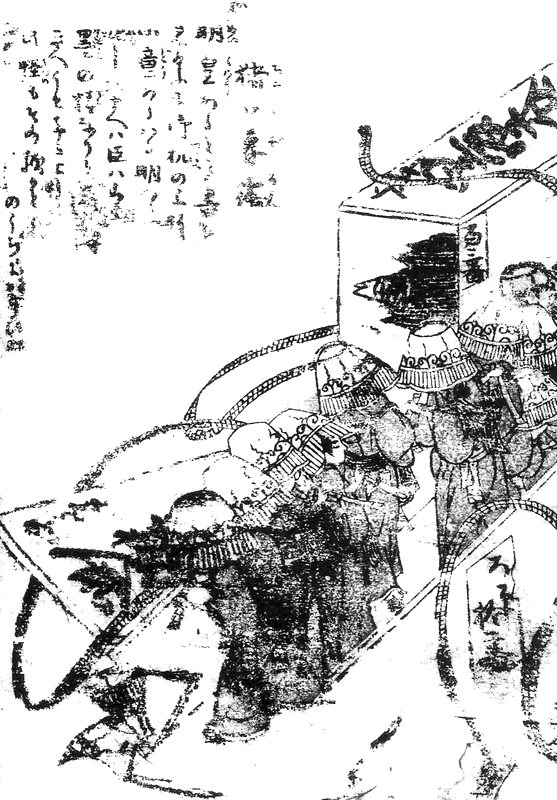
猪口暮露（ちょくぼろん）
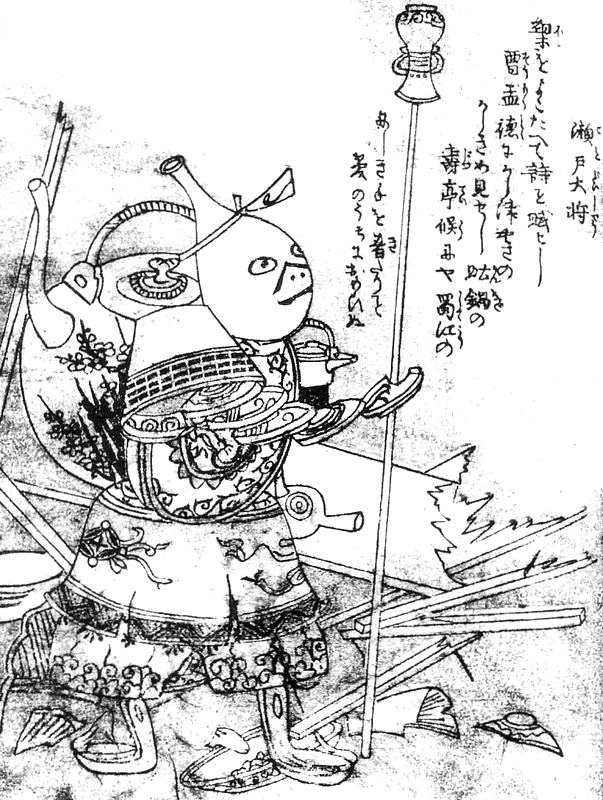
瀬戸大将（せとだいしょう）
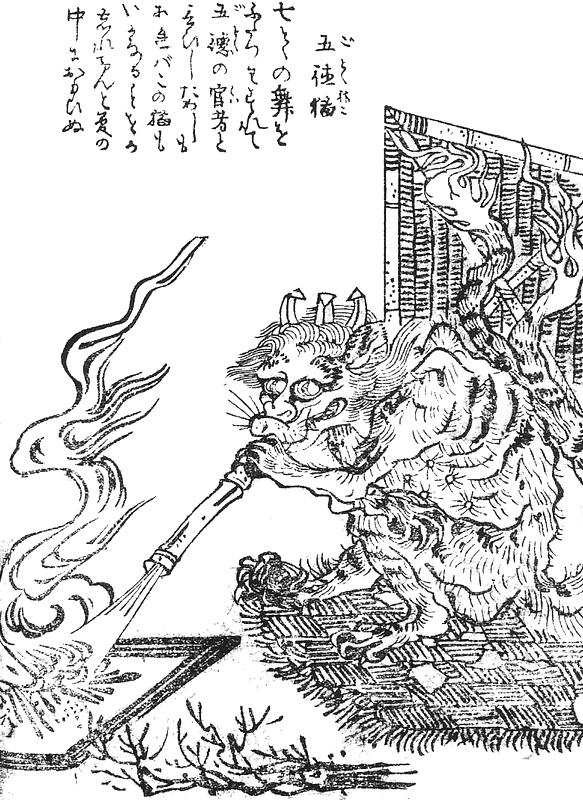
五徳猫（ごとくねこ）
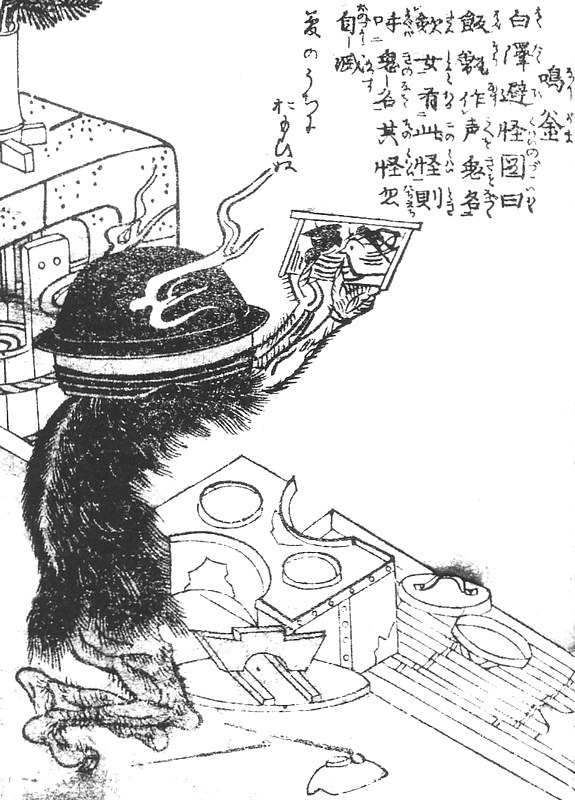
鳴釜（なりがま）
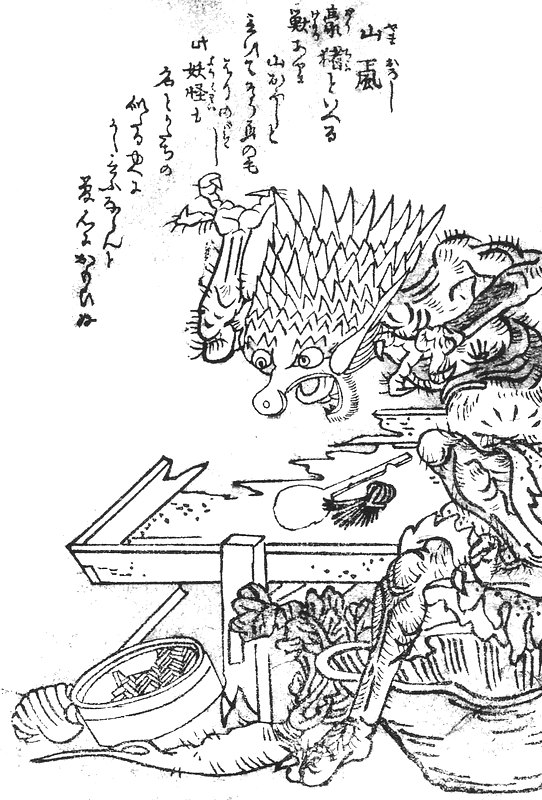
山颪（やまおろし）
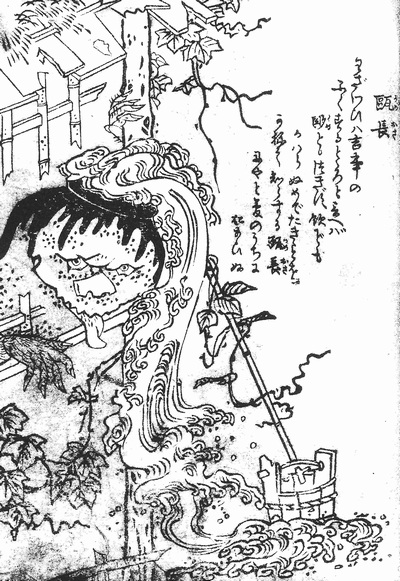
瓶長（かめおさ）
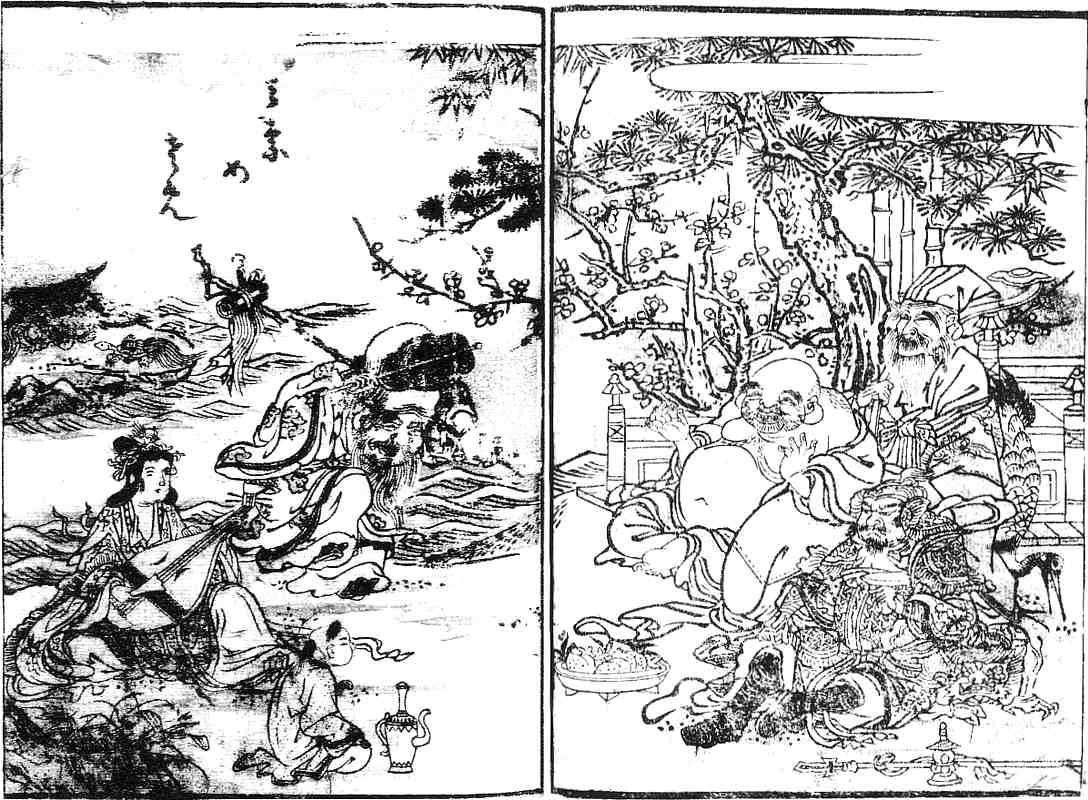
宝船（たからぶね）
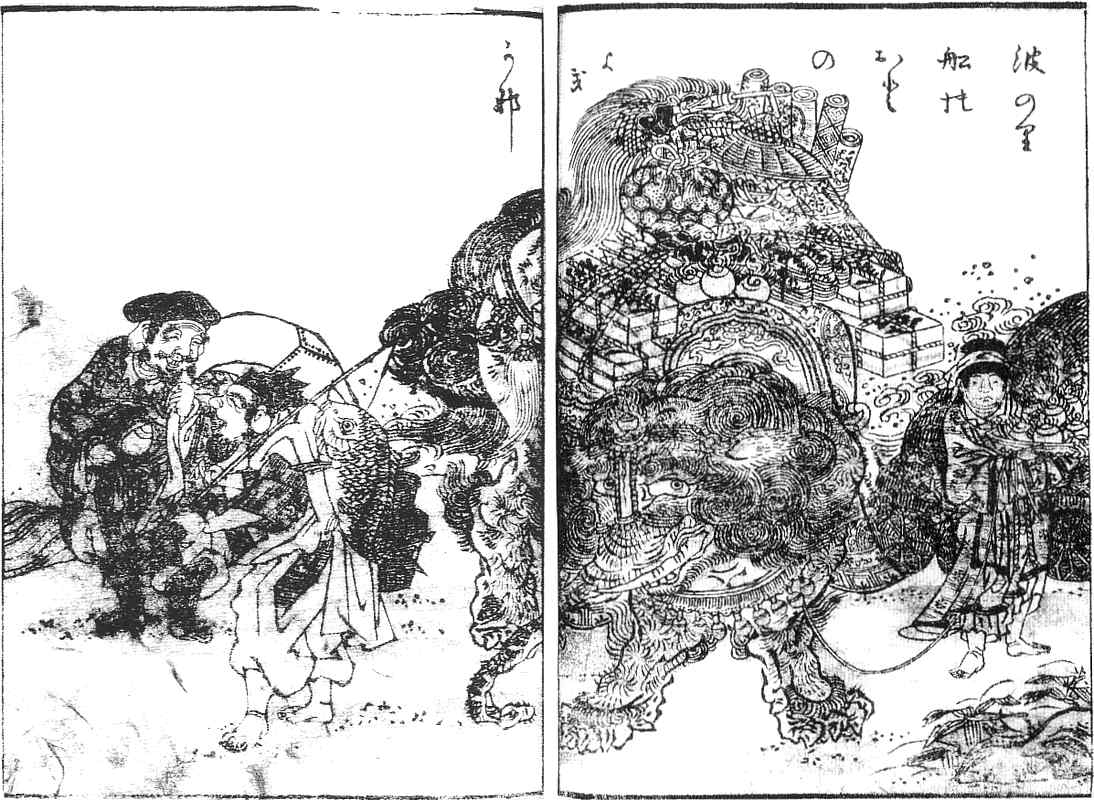
宝船（たからぶね）